# Alfa Antliae
Alfa Antliae är den ljusstarkaste stjärnan i stjärnbilden Luftpumpen. Alfa Antliae har en visuell magnitud som varierar mellan +4,22 och 4,29. Ljusvariationerna rapporterades först av den amerikanske astronomen  Benjamin Gould 1879, men har inte bekräftats i modern tid. Stjärnan ligger på ungefär 320 ljusårs avstånd.